# Stenasellus rigali
Stenasellus rigali är en kräftdjursart som beskrevs av Guy Magniez 1991. Stenasellus rigali ingår i släktet Stenasellus och familjen Stenasellidae. Inga underarter finns listade i Catalogue of Life.